# Thẻ bảo mật

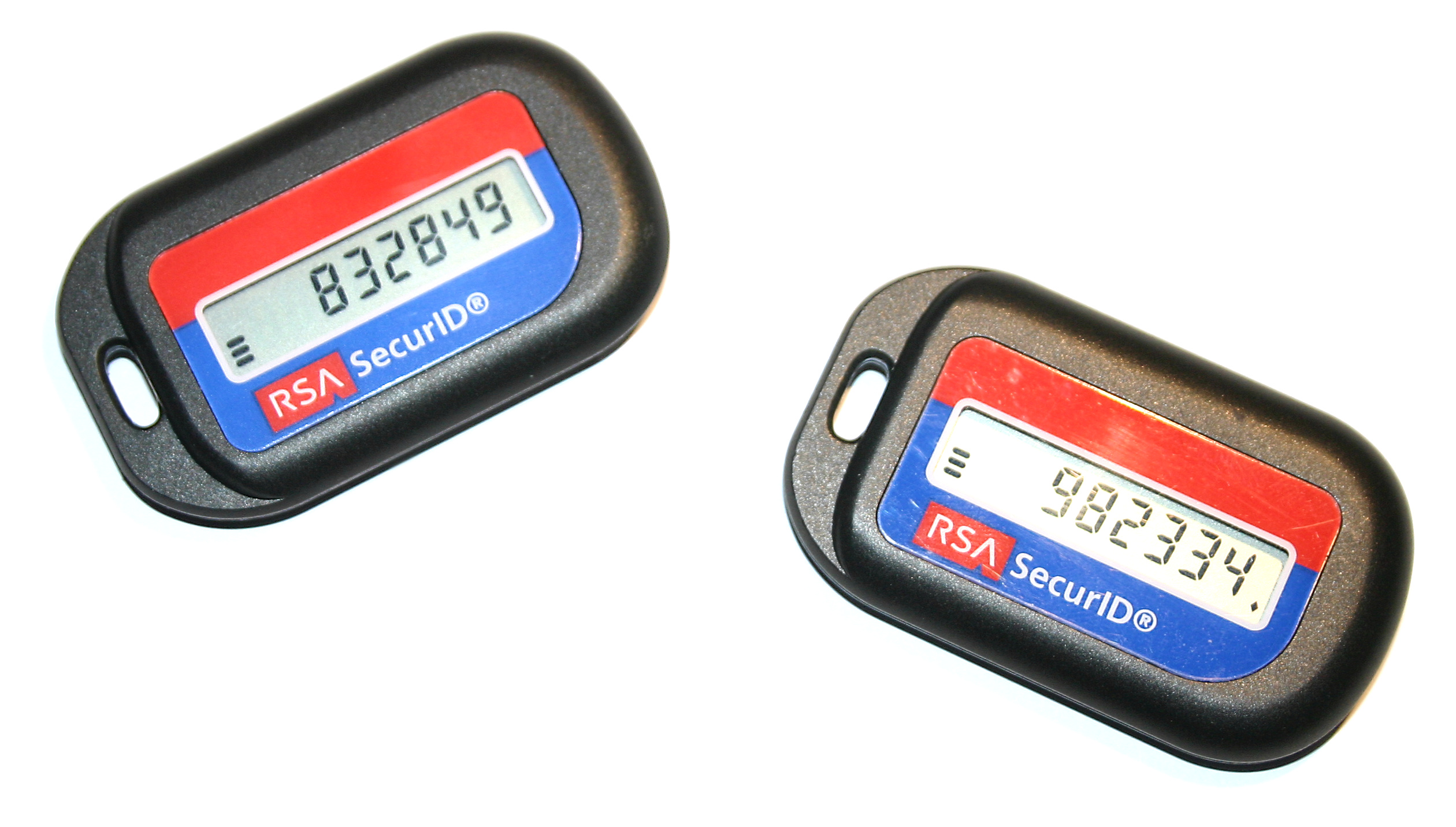
Một loại thẻ bảo mật của RSA.

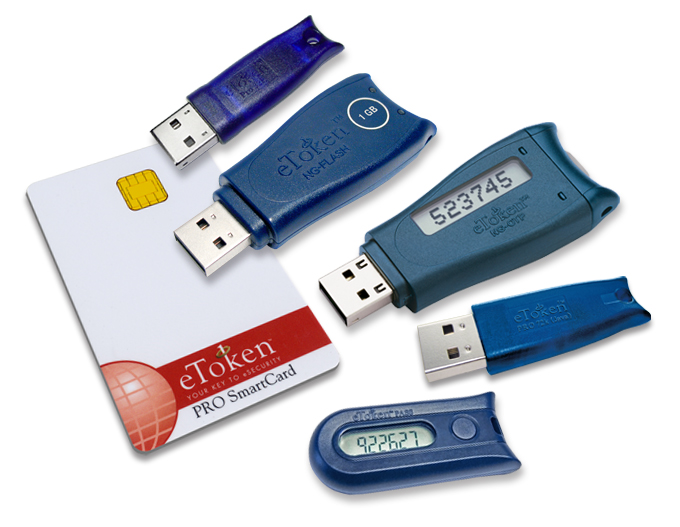
Thẻ bảo mật eToken từ Hệ thống Tri thức Aladdin.

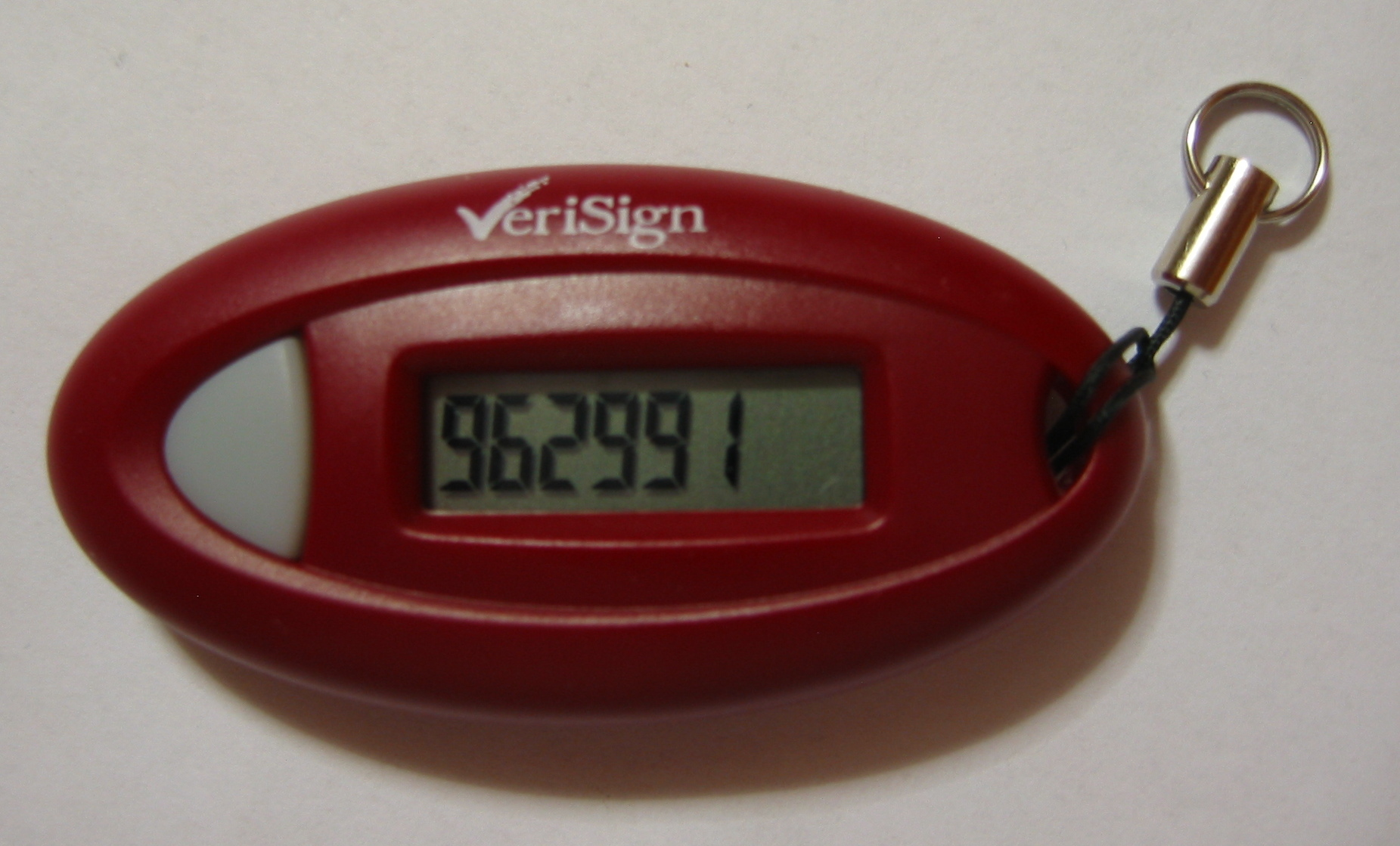
Thẻ bảo mật VeriSign.

Thẻ bảo mật có thể là một thiết bị mà một người sử dụng có thẩm quyền của các dịch vụ máy tính được cung cấp đế dễ dàng xác thực. Thuật ngữ cũng có thể đề cập đến thẻ bảo mật dưới dạng phần mềm. Nó thường là một phần của hệ thống điều khiển truy cập sử dụng phương pháp Xác thực dùng hai nhân tố.
Thẻ bảo mật được sử dụng để chứng minh danh tính của một người bằng điện tử (như trường hợp của một khách hàng cố gắng truy cập tài khoản ngân hàng của họ). Thẻ này được sử dụng bổ sung hoặc thay thế một mật khẩu để chứng minh khách hàng đó chính là người đã khai báo. Thẻ này có vai trò như một chìa khóa điện tử để truy cập vào một thông tin gì đó.
Phần cứng thẻ thường đủ nhỏ để bỏ túi hoặc ví tiền và thường được thiết kế để gắn vào móc chìa khóa của người dùng. Một số có thể lưu trữ các khóa mật mã, chẳng hạn như một chữ ký kỹ thuật số, hoặc dữ liệu sinh trắc học, chẳng hạn như là một chi tiết vân tay. Một số loại thẻ có đặc điểm thiết kế bao bì chống giả mạo, trong khi những loại thẻ khác có thể bao gồm bàn phím nhỏ để cho phép nhập cảnh của một số PIN hoặc một nút đơn giản để bắt đầu một routine tạo ra với một số khả năng hiển thị để hiển thị một số phím được tạo ra. Thiết kế đặc biệt bao gồm một kết nối USB, RFID chức năng hoặc giao diện Bluetooth không dây cho phép chuyển giao một số trình tự tạo ra chìa khóa cho một hệ thống khách hàng.